# Albert Michotte
Albert Edouard, Barão Michotte van den Berck (13 de outubro de 1881, em Bruxelas, Bélgica - 2 de junho de 1965) foi um psicólogo experimental belga.

## Vida

### Família
Michotte nasceu em uma família católica distinta, abastada e nobre.   Ele foi o segundo e último filho de Edmond Michotte e Marie Bellefroid e irmão mais novo do geógrafo Paul Michotte.
Michotte casou-se com Lucie Mulle (1885–1958), que ganhou o título de Baronesa Lucie Michotte van den Berck.

### Certificação
Ele se matriculou na Universidade de Lovaina aos dezesseis anos, inicialmente estudando filosofia. Ele obteve sua licença em 1899 no estudo de Fisiologia e psicologia do sono e, em 1900, seu doutorado em filosofia com uma tese sobre a ética de Spencer.

### Trabalho inicial
Seu interesse foi atraído pela pesquisa experimental, e por isso matriculou-se no departamento de ciências naturais, onde trabalhou por dois anos no laboratório que já havia sido usado por Arthur Van Gehuchten. Foi nessa época que ele fez suas primeiras contribuições científicas: duas publicações sobre a histologia da célula nervosa. Foi depois de uma conversa com Désiré Mercier, fundador do laboratório de psicologia experimental de Leuven, que ele finalmente decidiu se dedicar à psicologia. Ele começou a trabalhar com Armand Thiéry, que era o diretor do laboratório desde 1894. Michotte escreveu uma publicação sobre sua pesquisa sobre senso tátil em 1905, com base em seu primeiro trabalho experimental. Entre 1905 e 1908, ele passou um semestre de cada ano na Alemanha, trabalhando primeiro com Wilhelm Wundt em Leipzig, depois em Würzburg com Oswald Külpe. Durante esse período, ele também dava um curso em Lovaina sobre psicologia experimental no outro semestre do ano. Seus primeiros trabalhos, realizados antes da Primeira Guerra Mundial, concentravam-se na memória lógica e na escolha voluntária. Grande parte desse trabalho foi fortemente influenciado por Külpe, através do emprego da "introspecção experimental sistemática". 

### Foge da Bélgica
Depois que Lovaina foi incendiada no início da Primeira Guerra Mundial, Michotte fugiu do país, assim como muitos outros belgas da época. Ele foi para a Holanda, onde permaneceu até 1918. Lá, ele trabalhou com um amigo no laboratório de Utrecht, estudando a medição de energia acústica.

### Pós Primeira Guerra Mundial
Após a guerra, ele retornou à Bélgica e retornou ao seu posto de ensino e pesquisa em Lovaina. Por meio de seu envolvimento, o ensino e a pesquisa de psicologia em Lovaina passaram por uma expansão considerável e vários professores adicionais foram nomeados. Michotte organizou um Institut de Psychologie em 1944, que lhe permitiu conceder o grau de docteur en psychologie. Ao longo desses anos, mesmo durante a Segunda Guerra Mundial, Michotte se dedicou completamente ao seu trabalho e tinha pouco tempo para outras atividades ou interesses. Ele viajava frequentemente para diversas universidades estrangeiras para apresentar trabalhos. Ele também participou de todos os Congressos Internacionais de Psicologia de 1905 até a década de 1950. Foi eleito Membro Internacional da Sociedade Filosófica Americana em 1950.  Em 1952, ele se tornou professor emérito, mas continuou a lecionar um curso sobre percepção até 1956. Ele foi eleito para a Academia Nacional de Ciências dos Estados Unidos naquele mesmo ano. 

### Velhice
Ele continuou a frequentar o laboratório; no entanto, em 1962, teve um pequeno ataque cardíaco, que o levou a uma clínica por vários meses. Mas mesmo lá ele continuou a escrever e dirigir experimentos com a ajuda de seus colegas. Embora tenha permanecido ativo até algumas semanas antes de sua morte, ele ficou em casa durante os últimos três anos de sua vida. Ele morreu em sua casa em 1965. 

## Trabalho
O foco principal da pesquisa de Michotte era a percepção. Esse foi o tema de sua primeira pesquisa, e foi a esse campo, ainda que com uma nova perspectiva, que quase todo o seu trabalho depois de 1940 foi dedicado. Ele também tinha a reputação de criar técnicas e instrumentos novos e criativos.  Seu livro de 1946, The Perception of Causality, publicado em francês, tornou-se o trabalho pioneiro na percepção de eventos e recebeu aclamação internacional.     Neste livro, ele mostra como certas sequências visuais muito simples transmitem a aparência de conexão causal. Michotte enfatiza que essa aparência é perceptiva, não inferida por associação: "[I]sto não é apenas um "significado" atribuído à tradução literal e passo a passo de uma tabela de estímulos; são impressões específicas primitivas que surgem no próprio campo perceptivo", ele escreve. Embora Michotte seja frequentemente criticado por conclusões demasiado fortes, o seu trabalho sobre a percepção da causalidade é geralmente considerado pioneiro e correcto, pelo menos no seu cerne.  Entretanto, ele não via o estudo da percepção da causalidade como um simples problema isolado. Em vez disso, ele pensava nisso, como fazia na maior parte de sua pesquisa, como apenas um aspecto de um campo de estudo mais amplo. Na verdade, como ele diz na sua autobiografia, ele não via o seu trabalho como uma simples “caça aos fatos”, mas sim como parte de um problema maior.  Wagemans et al. (2006) apresentam um relato do trabalho de Michotte. 